# Тёмные голуби
Тёмные голуби (лат. Turacoena) — маленький род птиц из подсемейства настоящих голубей, в состав рода включают три вида.

## Состав рода
- Turacoena manadensis — Белолицый тёмный голубь
- Turacoena modesta — Тиморский тёмный голубь
- Turacoena sulaensis

## Распространение
Живут  в лесах на нескольких островах Юго-Восточной Азии.

## Морфология
Имеют преимущественно чёрное или черновато-серое оперение. Половой диморфизм не наблюдается. Достигают в длину около 40 сантиметров.

## Поведение
Они обычно живут поодиночке или парами. Пища состоит из фруктов и ягод.